# CHL Import Draft 2008
CHL Import Draft 2008 – 17. draft CHL w historii. Łącznie wybrano 73 zawodników (przewidziano 106 wyborów).

## Wybrani
Pozycje: B – bramkarz, LO – lewy obrońca, PO – prawy obrońca, C – center, LS – lewoskrzydłowy, PS – prawoskrzydłowy

Ligi: OHL – Ontario Hockey League, QMJHL – Quebec Major Junior Hockey League, WHL – Western Hockey League

### Runda 1
| #  | Zawodnik (pozycja)       | Pochodzenie | Klub macierzysty          | Klub wybierający (liga)              |
| -- | ------------------------ | ----------- | ------------------------- | ------------------------------------ |
| 1  | Nikita Fiłatow (LS)      | Rosja       | CSKA 2 Moskwa             | Sudbury Wolves (OHL)                 |
| 2  | Dmitrij Kulikow (LO)     | Rosja       | Łokomotiw 2 Jarosław      | Drummondville Voltigeurs (QMJHL)     |
| 3  | Maksim Truniow (PS)      | Rosja       | Siewierstal 2 Czerepowiec | Portland Winterhawks (WHL)           |
| 5  | Wiaczesław Wojnow (PO)   | Rosja       | Traktor 2 Czelabińsk      | Moncton Wildcats (QMJHL)             |
| 6  | Tommi Kivistö (PO)       | Finlandia   | Jokerit U20               | Red Deer Rebels (WHL)                |
| 7  | Andriej Łoktionow (C)    | Rosja       | Łokomotiw 2 Jarosław      | Windsor Spitfires (OHL)              |
| 10 | Richard Pánik (PS)       | Słowacja    | HC Oceláři Trzyniec U20   | Windsor Spitfires (OHL)              |
| 11 | Dmitrij Kostromitin (LO) | Rosja       | Traktor 2 Czelabińsk      | Montreal Juniors (QMJHL)             |
| 25 | Philipp Grubauer (B)     | Niemcy      | Starbulls Rosenheim       | Belleville Bulls (OHL)               |
| 26 | Dmitrij Kugryszew (PS)   | Rosja       | CSKA 2 Moskwa             | Quebec Remparts (QMJHL)              |
| 33 | Maksim Majorow (PS)      | Rosja       | Ak Bars 2 Kazań           | Brandon Wheat Kings (WHL)            |
| 35 | Arciom Dziamkou (C)      | Białoruś    | Junost' Mińsk             | Cape Breton Screaming Eagles (QMJHL) |
| 37 | Siergiej Korostin (PS)   | Rosja       | Texas Tornado (NAHL)      | London Knights (NAHL)                |
| 39 | Kirył Hatawiec (LO)      | Białoruś    | Junost' 2 Mińsk           | Brandon Wheat Kings (WHL)            |
| 53 | Siergiej Płotnikow (LS)  | Rosja       | Amur 2 Chabarowsk         | Chicoutimi Saguenéens (QMJHL)        |
| 60 | Bogdan Kisielewicz (LO)  | Rosja       | Siewierstal 2 Czerepowiec | Tri-City Americans (WHL)             |

### Runda 2
| #  | Zawodnik (pozycja) | Pochodzenie | Klub macierzysty | Klub wybierający (liga)                |
| -- | ------------------ | ----------- | ---------------- | -------------------------------------- |
| 61 | Erik Karlsson (PO) | Szwecja     | Frölunda HC J20  | Mississauga St. Michael’s Majors (OHL) |
| 66 | Ondřej Palát (LS)  | Czechy      | HC Vítkovice U20 | Seattle Thunderbirds (WHL)             |